# Vrachonisída Epáno
Vrachonisída Epáno är en ö i Grekland.   Den ligger i prefekturen Nomós Dodekanísou och regionen Sydegeiska öarna, i den sydöstra delen av landet, 300 km öster om huvudstaden Aten. Arean är 0,18 kvadratkilometer.
Terrängen på Vrachonisída Epáno är platt. Öns högsta punkt är 12 meter över havet. Den sträcker sig 0,4 kilometer i nord-sydlig riktning, och 0,7 kilometer i öst-västlig riktning.